# Kersko
Kersko – miejscowość w gminie Hradištko, w powiecie Nymburk w Czechach.
W Kersku miał dom letniskowy Bohumil Hrabal i rozsławił tę miejscowość w książce Święto przebiśniegu, na podstawie której powstał film Jiříego Menzla pod tym samym tytułem. W 1934 oddano do użytku źródło wody mineralnej św. Józefa (Pramen sv. Josefa).